# 광초 (전조)
광초(光初)는 중국 전조(前趙) 조주(趙主) 유요(劉曜)와 말주(末主) 유희(劉煕)의 연호이자 전조의 마지막 연호이다. 318년 10월에서 329년 8월까지 10년 11개월 동안 사용하였다. 318년 10월, 유요는 석륵(石勒)과 힘을 합쳐 반란군을 제압하고 황제로 즉위하여 국호를 조(趙)로 고치고 개원하였다. 328년 8월에 석륵에게 패하고 사로잡힌 유요는 항복을 거부하여 329년 초에 살해되었다. 이에 유요의 아들 유희가 도망쳐서 황위를 계승하여 연호를 계속 사용하였으나 9월에 석호(石虎)에게 패하여 전조는 멸망하고 광초 연호는 폐지되었다.
같은 시기에 사용된 다른 연호로는 동진(東晉)에서 사용한 대흥(大興 : 318년 ~ 321년), 영창(永昌 : 322년 ~ 323년), 태녕(太寧 : 323년 ~ 326년), 함화(咸和 : 326년 ~ 334년), 성한(成漢)에서 사용한 옥형(玉衡 : 310년 ~ 334년), 전량(前凉)에서 사용한 건흥(建興 : 314년 ~ 361년), 후조(後趙)에서 사용한 태화(太和 : 328년 ~ 330년)가 있다.

## 연대대조표
| 광초                | 원년            | 2년        | 3년        | 4년        | 5년             | 6년                 | 7년        | 8년        | 9년                 | 10년       |
| 서력                | 318년           | 319년      | 320년      | 321년      | 322년           | 323년               | 324년      | 325년      | 326년               | 327년      |
| 육십간지 (六十干支) | 무인(戊寅)      | 기묘(己卯) | 경진(庚辰) | 신사(辛巳) | 임오(壬午)      | 계미(癸未)          | 갑신(甲申) | 을유(乙酉) | 병술(丙戌)          | 정해(丁亥) |
| 동진 (東晉)         | 대흥(大興) 원년 | 2년        | 3년        | 4년        | 영창(永昌) 원년 | 2년 태녕(太寧) 원년 | 2년        | 3년        | 4년 함화(咸和) 원년 | 2년        |
| 성한 (成漢)         | 옥형(玉衡) 8년  | 9년        | 10년       | 11년       | 12년            | 13년                | 14년       | 15년       | 16년                | 17년       |
| 전량 (前凉)         | 건흥(建興) 6년  | 7년        | 8년        | 9년        | 10년            | 11년                | 12년       | 13년       | 14년                | 15년       |
| 광초                | 11년            | 12년       |            |            |                 |                     |            |            |                     |            |
| 서력                | 328년           | 329년      |            |            |                 |                     |            |            |                     |            |
| 육십간지 (六十干支) | 무자(戊子)      | 기축(己丑) |            |            |                 |                     |            |            |                     |            |
| 동진 (東晉)         | 3년             | 4년        |            |            |                 |                     |            |            |                     |            |
| 성한 (成漢)         | 18년            | 19년       |            |            |                 |                     |            |            |                     |            |
| 전량 (前凉)         | 16년            | 17년       |            |            |                 |                     |            |            |                     |            |
| 후조 (後趙)         | 태화(太和) 원년 | 2년        |            |            |                 |                     |            |            |                     |            |

## 같이 보기
- 중국의 연호

| 이전 연호 한창(漢昌) | 중국의 연호 전조(前趙) | 다음 연호 - |